# HC Bloemendaal
Der HC Bloemendaal  (gegründet am 16. April 1895) gehört mit 1307 Mitgliedern (2004) nicht nur zu den größten Hockeyclubs der Niederlande, der Traditionsclub aus Süd-Kennemerland ist zusammen mit dem Amsterdamsche Hockey & Bandy Club und dem Victoria HC auch einer der ältesten Hockeyvereine des Landes.
| Europapokalbilanz Herren Feld |                    |        |       |             |
| Jahr                          | Wettbewerb         | Niveau | Platz | Ort         |
| 1987                          | Club Champions Cup | 1      | 1     | Terrassa    |
| 1988                          | Club Champions Cup | 1      | 2     | Bloemendaal |
| 1989                          | Club Champions Cup | 1      | 3     | Mülheim     |
| 1990                          | Club Champions Cup | 1      | 3     | Frankfurt   |
| 1992                          | Club Champions Cup | 1      | 3     | Amsterdam   |
| 1993                          | Cup Winners Cup    | 1      | 5     | Birmingham  |
| 1994                          | Club Champions Cup | 1      | 2     | Bloemendaal |
| 2000                          | Club Champions Cup | 1      | 2     | Cannock     |
| 2001                          | Club Champions Cup | 1      | 1     | Bloemendaal |
| 2003                          | Club Champions Cup | 1      | 3     | Brüssel     |
| 2006                          | Cup Winners Cup    | 1      | 1     | Reading     |
| 2007                          | Club Champions Cup | 1      | 3     | Bloemendaal |
| 2008                          | Euro Hockey League | 1      | AF    | Terrassa    |
| 2009                          | Euro Hockey League | 1      | 1     | Rotterdam   |
| 2010                          | Euro Hockey League | 1      | VF    | Rotterdam   |
| 2011                          | Euro Hockey League | 1      | VF    | Bloemendaal |
| 2012                          | Euro Hockey League | 1      | VF    | Rotterdam   |
| 2013                          | Euro Hockey League | 1      | 1     | Bloemendaal |
| 2015                          | Euro Hockey League | 1      | 3     | Bloemendaal |
| 2018                          | Euro Hockey League | 1      | 1     | Bloemendaal |
| 2021                          | Euro Hockey League | 1      | 1     | Amstelveen  |
| 2022                          | Euro Hockey League | 1      | 1     | Amstelveen  |

Der Club aus der Nähe von Haarlem wurde 1895 als Hockey en Bandy Club „Haarlem & Omstreken“ (Hockey und Bandy Club Harlem und Umgebung) gegründet. Bevor der Verein in seiner heutigen Form und unter seinem heutigen Namen entstand, existierten mehrere Vorgängervereine. Zum Beispiel: Bloemendaalsche Hockey Club „Bloemendaal“ (1907), Haarlemsche Hockey Vereeniging „De Musschen“ (1907), Haarlemsche Dames Hockey Club „HDHC“ und später „BDHC“ (1914), Musschen-Haarlem-Combinatie „MHC“ (1915) und Bloemendaal-Musschen-Haarlem-Combinatie „BMHC“ (1936). Der heutige HC Bloemendaal besteht seit 1973 nach der Fusion von „BDHC“ und „BMHC“.
Bloemendaal ist zumindest im Bereich des Herrenhockeys ein international bekannter Verein, dessen größte Erfolge der Gewinn des Europapokals der Landesmeister in den Jahren 1987 und 2001 darstellt. Die 1. Damenmannschaft pendelt seit Jahren zwischen der 1. Niederländischen Liga, der Hoofdklasse und der 2. Liga (overgangsklasse). Die 1. Herren hingegen greifen jedes Jahr in den Kampf um den Landestitel in der Nederlandse hoofdklasse ein, gewannen die Liga 22 Mal und sind mit fünf Titeln Rekordmeister der Euro Hockey League. In der Saison 2005 erreichte das Team von Trainer Michel van den Heuvel die Finalserie Best-of-Three, verlor diese aber gegen Oranje Zwart. 2006 gewann Bloemendaal die Play-offs der Landesmeisterschaft gegen die Mannschaft des Amsterdamsche Hockey & Bandy Club. Zur Saison 2007 wechselten die deutschen Nationalspieler Christopher Zeller und Philipp Zeller als frischgebackene Hockeyweltmeister zum HC Bloemendaal.
Bloemendaal litt jahrelang unter Platzmangel bis im Jahr 2004 drei neue Kunstrasenfelder angelegt werden konnten. Momentan verfügt der Club über einen wassergesprengten Kunstrasen und vier sandverfüllte Plätze.

## Erfolge
- Euro Hockey League: 2009, 2013, 2018, 2021, 2022
- EuroHockey Club Champions Cup: 1987, 2001
- EuroHockey Cup Winners Cup: 2006
- Niederländischer Feldhockeymeister der Herren: 1986, 1987, 1988, 1989, 1991, 1993, 1999, 2000, 2002, 2006, 2007, 2008, 2009, 2010, 2019, 2021, 2022